# جيم تاكر (كرة سلة)
جيم تاكر (بالإنجليزية: Jim Tucker)‏ مواليد 11 ديسمبر 1932 في باريس، هو لاعب كرة سلة أمريكي سابق. بدأ مسيرته الاحترافية في سنة 1954. تم اختياره من قبل فريق فيلادلفيا سفنتي سيكسرز خلال الدرافت. يبلغ طوله 6 قدم 7 بوصة (2.0 م). اعتزل اللعب في 1957.

## روابط خارجية
- جيم تاكر على موقع إن بي أي (الإنجليزية)
- جيم تاكر على موقع سبورتس رفرنس (الإنجليزية)
- جيم تاكر على موقع كلية كرة السلة في سبورتس رفرنس.كوم (الإنجليزية)
- جيم تاكر على موقع ريلجم (الإنجليزية)
- جيم تاكر على موقع بروبوليرز (الإنجليزية)